# Circle (Montana)
Circle es un pueblo ubicado en el condado de McCone en el estado estadounidense de Montana. En el Censo de 2010 tenía una población de 615 habitantes y una densidad poblacional de 303,26 personas por km².

## Geografía
Circle se encuentra ubicado en las coordenadas 47°25′3″N 105°35′13″O / 47.41750, -105.58694. Según la Oficina del Censo de los Estados Unidos, Circle tiene una superficie total de 2.03 km², de la cual 2.03 km² corresponden a tierra firme y (0%) 0 km² es agua.

## Demografía
Según el censo de 2010, había 615 personas residiendo en Circle. La densidad de población era de 303,26 hab./km². De los 615 habitantes, Circle estaba compuesto por el 97.72% blancos, el 0.16% eran afroamericanos, el 0.16% eran amerindios, el 0.33% eran asiáticos, el 0% eran isleños del Pacífico, el 0% eran de otras razas y el 1.63% pertenecían a dos o más razas. Del total de la población el 1.63% eran hispanos o latinos de cualquier raza.